# Красно-Пахорский район
Красно-Пахорский район — административно-территориальная единица в составе Московской области РСФСР, существовавшая в 1929—1957 годах.
Красно-Пахорский район образован в 1929 году в составе Московского округа Московской области. В его состав вошёл рабочий посёлок Троицкий, а также следующие сельсоветы бывшего Подольского уезда Московской губернии:
- из Вороновской волости: Бабенский, Васюнинский, Вороновский, Дятловский, Косовский, Новоселковский, Покровский, Спас-Куплинский, Щитовский, Юрьевский
- из Десенской волости: Воскресенско-Архангельский (к нему были присоединены Растороповский и Ямонтовский с/с, селения Губкино, Каракашево Губкинского с/с), Десенский (к нему был присоединён Станиславльский с/с), Елизаровский, Коммунарский (путём переименования Бачуринского с/с), Кувекинский, Лапшинский (к нему был присоединён Барановский с/с), Летовский, Никольско-Хованский, Первомайский (путём объединения Ивановского и Милюковского с/с), Передельцевский, Рогозненский, Середневский, Сосенский, Филимонковский (путём объединения Валуевского и Пенинского с/с), Яковлевский
- из Дубровицкой волости: Власьевский
- из Краснопахорской волости: Варваринский, Ватутинский, Краснопахорский, Лужковский, Михайловский, Песьевский, Полянский, Пудовский, Софьинский, Уваровский, Чириковский, Шаховский, Ширяевский.

20 мая 1930 года Дятловский и Новоселковский с/с были переданы в Наро-Фоминский район.
На 1 января 1931 года территория района составляла 766 км², а население — 25 900 человек. Район включал 37 сельсоветов и 267 населённых пунктов.
17 июля 1939 года были упразднены Варваринский, Ватутинский, Власьевский, Елизаровский, Косовский, Кувекинский, Лапшинский, Летовский, Лужковский, Никольско-Хованский, Пудовский, Рогозненский, Середневский, Софьинский, Спас-Купленский, Шаховский и Щитовский с/с. Образован Сипягинский с/с.
4 июля 1946 года район был переименован в Калининский район.
16 января 1950 года из Краснопахорского с/с в подчинение р.п. Троицкий были переданы посёлок Института земного магнетизма и территория больницы имени Семашко.
На 1 января 1953 года в районе был 21 сельсовет: Бабенский, Васюнинский, Вороновский, Воскресенско-Архангельский, Десеновский, Коммунарский, Красно-Пахорский, Михайловский, Первомайский, Передельцевский, Песьевский, Покровский, Полянский (центр — с. Былово), Сипягинский (центр — с. Ярцево), Сосенский, Уваровский (центр — с. Горчаково), Филимонковский, Чириковский, Ширяевский (центр — с. Клоково), Юрьевский (центр — с. Старо-Свитино), Яковлевский.
14 июня 1954 года были упразднены Воскресенско-Архангельский (территория передана в Сосенский с/с), Коммунарский (территория передана в Сосенский с/с), Передельцевский (территория передана в Филимонковский с/с), Покровский (территория передана в Бабенский с/с), Полянский (территория передана в Краснопахорский с/с), Сипягинский (территория передана в Михайловский с/с), Уваровский (территория передана в Первомайский с/с), Чириковский (территория передана в Краснопахорский с/с), Ширяевский (территория передана в Первомайский с/с), Юрьевский (территория передана в Вороновский с/с) и Яковлевский (территория передана в Десёнский с/с) с/с.
22 июня 1954 года из Бабенского с/с в Вороновский были переданы селения Новогромово, Сахарово и Ясенки, из Десёнского с/с в Сосенский —селения Евсеево и Кувекино, а из Краснопахорского с/с в Бабенский — селения Ворсино, Никольское и Филино.
10 ноября 1954 года из Краснопахорского с/с Калининского района в Клёновский с/с Подольского района было передано селение Товарищево.
11 апреля 1955 года из Десёнского с/с в подчинение р.п. Троицкий был передан посёлок гарнизона Ватутинки, а из Первомайского с/с — территория посёлков дома отдыха «Красная Пахра», ДСК «Советский Писатель», детского городка Управления делами Советаминистров СССР, посёлка комитета по строительству Совета министров РСФСР и пионерского лагеря спецсвязи.
25 апреля 1956 года из Бабенского с/с в Вороновский были переданы селения Ивлево, Михалево, Покровское, Усадище и Юдановка.
7 декабря 1957 года Калининский район был упразднён. При этом р.п. Троицкий; Десенский, Краснопахорский, Первомайский, Сосенский и Филимонковский с/с были переданы в состав Ленинского района, а Бабенский, Васюнинский, Вороновский, Михайловский и Песьевский с/с — в Подольский район.